# Rue Bartholdi
La rue Bartholdi est une voie de la commune française de Colmar.

## Situation et accès
Cette voie de circulation, d'une longueur de 390 m, se trouve dans le quartier sud.
On y accède par l'avenue Joffre, la route de Bâle, les rues de la Semm, des Américains, Reubell et Franklin Roosevelt
Cette voie n'est pas desservie par les bus de la TRACE.

## Origine du nom
La rue doit son nom au sculpteur Auguste Bartholdi (1834 - 1904) dont plusieurs statues sont exposées dans la ville.

## Bâtiments remarquables et lieux de mémoire
Dans cette rue se trouvent des édifices remarquables[Lesquels ?].

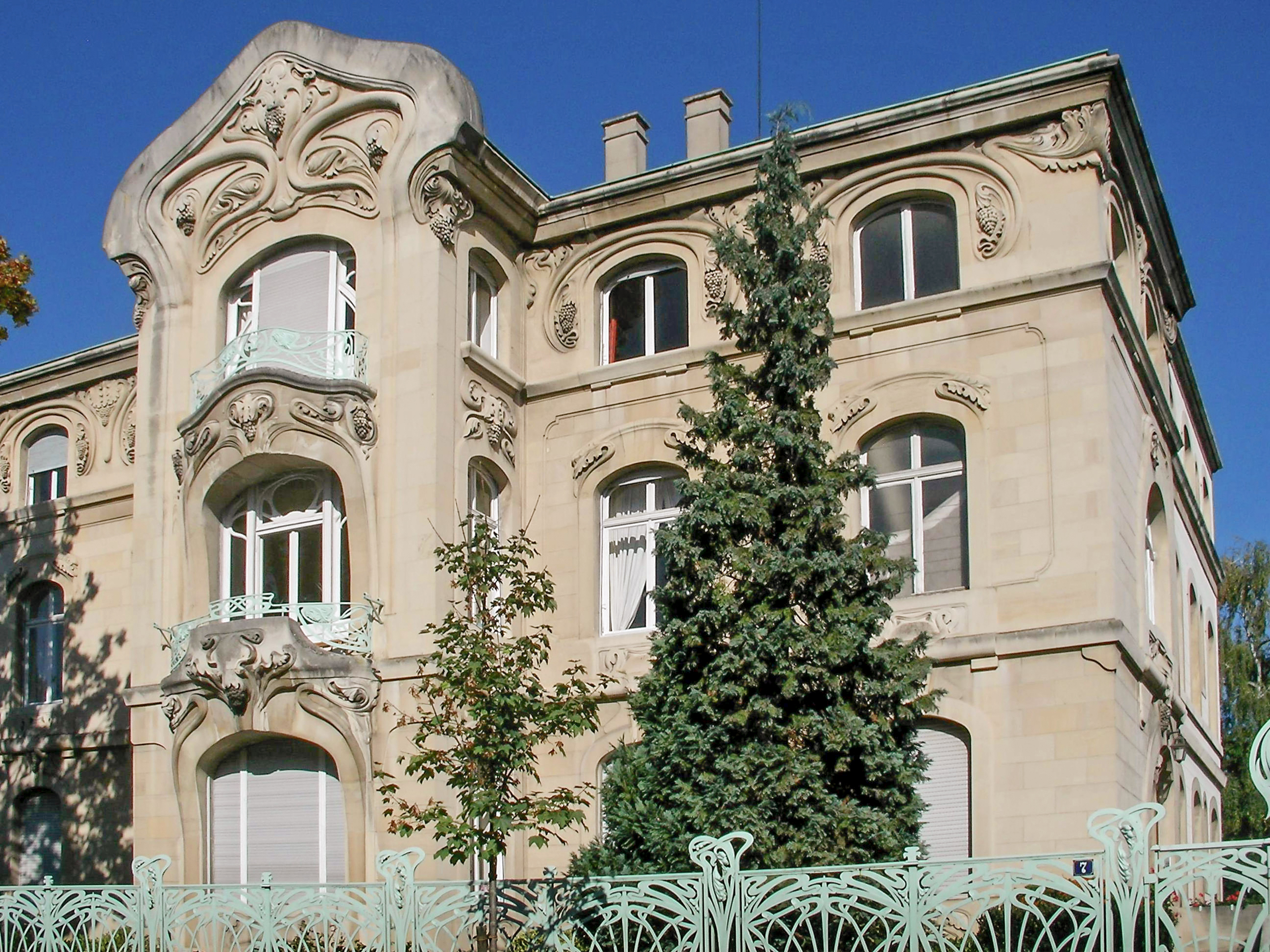
Maison aux raisins (1904) au no 7 Inscrit MH (1975)